# Ondřej Neubauer
Ondřej Neubauer (* 26. března 1996 Havlíčkův Brod) je český historik a pedagog. Byl činný jako knihovník, kurátor sbírek, muzejník Muzea Vysočiny Havlíčkův Brod a Památníku Karla Havlíčka Borovského v Havlíčkově Borové. Popularizuje dějiny, tvoří edukační programy a přednášky.

## Život a dílo
Po maturitě na Střední odborné škole knihovnické v Brně v roce 2015 vystudoval na Filozofické fakultě Masarykovy univerzity v Brně v roce 2020 obor historie. V roce 2021 si doplnil studium v oblasti pedagogických věd zaměřené na přípravu učitelů středních škol. V roce 2019 se zúčastnil studijního pobytu v rámci projektu Erasmus na Univerzitě v Kostnici. Během studia se začal věnovat popularizaci historie, humanitních věd a jejich studia prostřednictvím multimediálních prezentací i článků na Wikipedii. Působil v knihovnictví, v muzeu, byl činný v literární tvorbě. Je autorem několika edukačních programů a pořádá přednášky a semináře na různá témata, například Migranti z Vysočiny do USA.
V letech 2015–2020 pracoval v Památníku Karla Havlíčka Borovského jako průvodce, knihovník, pracovník kulturní komise. V letech 2021–2022 působil v Muzeu Vysočiny Havlíčkův Brod ve funkci knihovníka, historika 19. a 20. století, správce webu a propagace, kurátora sbírek. Od roku 2023 je pedagogem Obchodní akademie a Hotelové školy v Havlíčkově Brodu.
Svou první knihu vydal autor v roce 2018, jednalo se o sbírku básní. V roce 2021 vyšla kniha Borovský Havle, jsme slepí nástrojové času (i po 200 letech)?, ta byla součástí oslav 200. výročí narození českého novináře a spisovatele, který se narodil v Borové. Na organizaci výstavy mapující historii Havlíčkových oslav, která se odehrávala v Havlíčkově rodném domě, se podílel i Ondřej Neubauer. V dalších knihách se autor věnoval především historii vesnic na Vysočině, obcím Okrouhlice, Herálec, Vepřová, Malá Losenice aj.

## Politické působení
Ve volbách do Poslanecké sněmovny PČR v roce 2025 kandiduje na 5. místě kandidátky hnutí STAN v Kraji Vysočina.